# Aeroportul Municipal Fullerton
Aeroportul Municipal Fullerton (IATA: FUL, ICAO: KFUL, FAA LID: FUL) este un aeroport din California, Statele Unite ale Americii.
Situat la o altitudine de 29 m, aeroportul dispune de 1 pistă.

## Infrastructură

### Piste
Aeroportul dispune de o singură pistă. Pista 06/24 are suprafața de asfalt și dimensiunile 3.121 picioare × 75 picioare. 